# 1976年瓜地馬拉地震
1976年瓜地馬拉地震發生於當地時間2月4日3時01分43秒，矩震級7.5級。震央位於莫塔瓜斷層（Motagua Fault），位於瓜地馬拉市東北約160公里處，震源深度5公里（3.1英里），靠近伊薩瓦爾省洛斯阿馬特斯鎮。
地震沿著莫塔瓜斷層斷裂，斷層長度達240公里，進一步向東和向西延伸，但被植被和沼澤阻擋。
全國各城市均遭受破壞，瓜地馬拉城郊區的大多數土磚房被摧毀。地震發生在清晨（凌晨3點01分），當時大多數人正在熟睡。這導致2.3萬人死亡，約7.6萬人受傷，數千人無家可歸。部分受災地區停電停信長達數日。
主震之後又發生了數千次餘震，其中一些較大的餘震造成了額外的破壞和傷亡。